# 5:1-Abwehr
Die 5:1-Abwehr ist eine Deckungsvariante im Handballsport, die neben der 6:0-Abwehr eine der gängigsten Abwehrformationen ist.

## Positionen

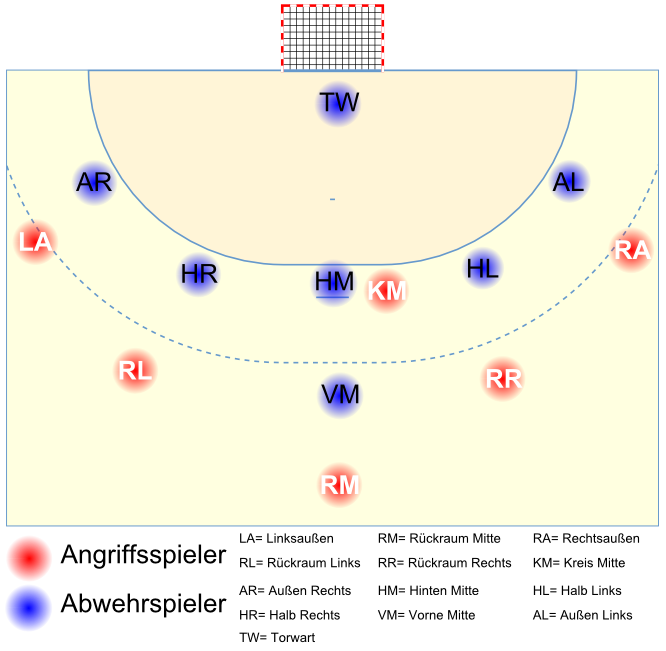
5:1-Abwehr

Bei der 5:1-Abwehr handelt es sich um eine 2-Linien-Abwehr, die sich aus einer defensiven sowie einer offensiven Abwehrreihe zusammensetzt.
In der defensiven Abwehrreihe, die entlang des 6-Meter-Kreises in der Nahwurfzone agiert, befinden sich fünf Abwehrspieler. Die beiden äußeren Verteidiger werden aus der Blickrichtung des eigenen Torwarts als Außen links und Außen rechts bezeichnet. Diese verteidigen in der Grundaufstellung gegen die gegnerischen Außenspieler. Die beiden benachbarten Abwehrspieler werden als Halb links und Halb rechts bezeichnet, die in der Regel gegen die angreifenden Rückraumspieler links und rechts verteidigen. Der zentrale Verteidiger, der gegen den Kreisläufer verteidigt, wird als Hinten Mitte bezeichnet.
In der offensiven Abwehrreihe, die in der Fernwurfzone agiert, befindet sich nur ein Abwehrspieler. Da dieser Verteidiger meist mittig steht, trägt dieser Spieler die Bezeichnung Vorne Mitte.

## Spielweise
Die beiden Hauptaufgaben des Vorne Mitte sind das Stören des gegnerischen Spielaufbaus sowie das frühzeitige Angreifen der Rückraumspieler im zentralen Bereich. Weiterhin erleichtert die offensive Position des Verteidigers das Einleiten eines Tempogegenstoßes nach einem Ballgewinn.
Da im Gegensatz zur 6:0-Abwehr nur fünf statt sechs Abwehrspieler den eigenen Wurfkreis abdecken, ergeben sich sowohl für den Kreisläufer als auch für die restlichen Angriffsspieler größere Durchbruchsräume beim Zweikampf. Durch das Verschieben der Abwehrspieler in Ballrichtung werden diese Räume verkleinert. Je nach Positionierung des Kreisläufers wechselt situativ der Hinten Mitte mit seinem benachbarten Halbverteidiger die Gegenspieler.
Durch das Verschieben der Abwehrspieler entsteht für den Angriff eine Überzahlsituation auf der ballentfernten Abwehrseite, die bei einer Raumverlagerung nach einem schnellen Pass zwischen den Rückraum links und Rückraum rechts zu Torchancen des Gegners führen können. Um diesen Pass zu stören kann einerseits der Vorne Mitte durch seine Positionierung den Passweg zustellen oder der ballentfernte Außenverteidiger bedroht durch eine offensive Stellung diesen Passweg.
Sofern die gegnerische Mannschaft im Laufe eines Angriffs einen Übergang (ein weiterer Angreifer fungiert als Kreisläufer) spielt und infolgedessen mit einem Rückraum links und einem Rückraums rechts weiterspielt, erweist sich die 5:1-Abwehr mit Vorne Mitte als unangebracht. Infolgedessen sollte der vorgezogene Verteidiger sich entweder dezentral zu einem der beiden Rückraumspielern orientieren oder die Abwehrformation wird umgestellt.

## Variation
Gegen einen Angriff mit drei Rückraumspielern lässt sich die 5:1-Abwehr ebenfalls mit einem offensiven Halbverteidiger spielen, während stattdessen zwei Spieler defensiv in der Innenverteidigung agieren. Hierbei soll der Vorne links den angreifenden Rückraum rechts, bzw. der Vorne rechts den gegnerischen Rückraum links, durch seine offensive Stellung frühzeitig stören. Weiterhin wird hierdurch der druckvolle Parallelstoß der gegnerischen Mannschaft über die Breite des gesamten Handballfeldes erschwert.